# Goriška
Goriška (slov. Goriška grofija; talijanski: Contea di Gorizia; furlanski: Contee di Gurize; njemački: Grafschaft Görz) naziv je povijesne grofovije koja se prostirala oko Gorice (tal. Gorizia) u Furlaniji-Julijskoj krajini u današnjoj Italiji, te u dijelu Primorske u današnjoj Sloveniji.

## Povijest
Prvi grof Gorice, Meinhard I., spominje se već 1127., no grofovija je kroz sljedeća stoljeća vrlo često mijenjala granice, na što su utjecale borbe s Akvilejskim patrijarhatom i okolnim zemljama, kao i podjela teritorija oko dva središta, onog oko gornjeg toka Drave, te onog oko same Gorice. Na vrhuncu svoje moći grofovija je bila sredinom 13. stoljeća, kad joj je pripojen Tirol. Po ubojstvu grofa Henrika III. (1323.) njezina je snaga počela slabiti te je sve više potpadala pod utjecaj snažnih susjeda, Mletaka i Habsburške Monarhije.
1500. umire posljednji grof Gorice, Leonhard, a zemlju nasljeđuje austrijski nadvojvoda Maksimilijan. Do 1747. Gorica je bila grofovija Svetog Rimskog Carstva kojom je vladao austrijski nadvojvoda kao jednom od svojih nasljednih zemalja. Grofovijom je upravljao kapetan, a njezino područje obuhvaćalo je dolinu gornjeg toka Soče sve do Akvileje, područje Krmina i Devina, kao i bivšu mletačku utvrdu Gradišče (tal. Gradisca). Od 1508. do 1509. zauzeli su je Mlečani, a 1511. Habsburzi su iz nje izdvojili grofoviju Gradišku. 1747. ove dvije grofovije ujedinjene su ponovno u jednu pod nazivom Grofovija Gorica i Gradiška.
U vrijeme napoleonskih ratova, grofovija je pripala Ilirskim pokrajinama, a po obnovi Austrijskog Carstva bila je dijelom Kraljevstva Ilirije do 1849. kad je pripala Austrijskom primorju, zajedno s Trstom i Istrom. Od 1861. ovaj se kraj naziva Kneževska grofovija Gorica i Gradiška, te je jedna od austrijskih krunskih zemalja.
Raspadom Austro-Ugarske nakon Prvog svjetskog rata, grofovija je ukinuta, a njezino je područje postalo dijelom provincije Furlanije, s glavnim gradom u Udinama. 1927. ustanovljena je provincija Gorizia, a u isto vrijeme počinje i snažna talijanizacija pod fašističkom vlašću. Prisilno su mijenjana prezimena ljudi, imena naselja, zabranjena je uporaba svih jezika osim talijanskoga.
Nakon Drugog svjetskog rata istočni dijelovi nekadašnje grofovije pripali su Sloveniji unutar SFRJ, te i danas čine dio Primorske.

## Kultura
Grofovija Gorice i Gradiške bila je multikulturalno područje u kojem su slavenski, germanski i latinski stanovnici živjeli izmiješani, a uprava je poštovala prava manjina. Nije neobično da ljudi toga područja govore tri jezika.

### Furlanski jezik
Tijekom 19. stoljeća Gorica je bila važno i živo središte furlanskoga jezika, te su svoja ponovljena izdanja doživjele mnoge stare knjige, nova su djela objavljivana, zahvaljujući i činjenici da je i plemstvo rabilo taj jezik, za razliku od Udina gdje se radije služilo venetskim jezikom. Gorički oblik toga jezika bio je uvijek obilježen utjecajima talijanskoga i njemačkoga jezika, te ga znanstvenici drže manje čistom varijantom, a sama Gorica nikad nije u potpunosti smatrana dijelom furlanskoga govornog područja. Još i danas se na području nekadašnje grofovije govori ovim jezikom.
Za furlanski jezik bitna je i činjenica da je u Grofoviji Gorica i Gradiška proveden jedini popis stanovništva u kojem je zabilježen i broj govornika toga jezika. Tako je prema popisu iz 1857. u grofoviji bilo 48.841 Furlana, 130.748 Slovenaca, 15.134 Talijana i 2.150 Nijemaca. Sljedeći popis proveden 1921., ubrzo nakon pripojenja Italiji, pokazao je slično stanje.

## Površina i stanovništvo
Podaci za 1910. godinu:
- Površina: 2.918 km2
- Broj stanovnika: 260.721
- Gustoća naseljenosti: 89,3 osobe/km2
- Etnički sastav:
  - Slovenci: 154.564 (58%)
  - Talijani (uključujući Furlance): 90.119 (36%)
  - Nijemci: 4.486 (2%)

## Upravna podjela grofovije
Nakon 1868. Kneževska grofovija Gorica i Gradiška upravno se dijelila na 5 kotara (distretti politici ili capitanati distrettuali, Politische Bezirke) i Grad Goricu kao grad s vlastitim statutom izvan sastava kotara (Statutarstadt); kotari su obuhvaćali nekoliko sudskih kotara (distretti giudiziari, Gerichtsbezirke), a ovi općine (comuni, Ortsgemeinde). 
- Grad Gorica (tal. Città di Gorizia; njem. Stadt Görz)

Kotari su bili:
- Pokrajina Gorica (njem. Görz Land)
- Gradišče (tal. i njem. Gradisca)
- Tržič (tal. i njem. Monfalcone)
- Sežana (tal. i njem. Sesana)
- Tolmin (njem. Tomein)